# Кашина Коломбаја (Милано)
Кашина Коломбаја је насеље у Италији у округу Милано, региону Ломбардија.
Према процени из 2011. у насељу је живело 250 становника. Насеље се налази на надморској висини од 99 м.